# Floculação
Floculação, no campo da química, é o processo onde coloides saem de suspensão na forma de agregados, formando partículas maiores, ditos "flocos" ou "flóculos". A ação difere da precipitação em que, antes da floculação, coloides são meramente suspensos em um líquido e não realmente dissolvidos em uma solução. No sistema floculado não há a formação de um "bolo" (adensamento de material ao fundo do recipiente), dado que todos os flocos estão em suspensão.

## Em tratamento de água
Em tratamento de água para consumo público e uso específico da indústria, como na fabricação de cerveja, a floculação faz com que as partículas finas de areia, argila, matéria orgânica e sólidos em suspensão presentes na água se agreguem e formem flocos.
Tanto no tratamento de água para consumo como no tratamento de efluentes, a floculação é uma etapa do processo na estação de tratamento de águas em que, após adicionar os coagulantes por meio químico, como adição de Al2(SO4)3 (sulfato de alumínio) ou FeCl3 (cloreto férrico), as partículas em suspensão tornam-se pequenos flocos (flóculos), decantando em seguida. Porém, a etapa de adição dos coagulantes chama-se coagulação. Nesta etapa ocorre a desestabilização das partículas, possibilitando assim a floculação na próxima etapa.
Armazenado em um tanque aberto, o processo de floculação se dá quando pás motorizadas promovem o giro da água, de forma muito lenta, propiciando que as partículas se unam, formando os flocos de impurezas. A formação destes flocos é essencial para o processo de decantação, pois as partículas se tornarão mais densas que os outros componentes do efluente. A velocidade de movimentação da massa líquida deve ser de forma lenta o suficiente para não romper os flocos em formação e rápida o suficiente para que os flocos não decantem e se choquem, a fim de formar flocos maiores.
A floculação nas ETAs corresponde à etapa em que são fornecidas condições para facilitar o contato e a agregação de partículas previamente coaguladas, visando a formação de flocos com tamanho e massa específica que favoreçam sua remoção por sedimentação, flotação ou filtração rápida. O desempenho da unidade de floculação depende da eficiência da unidade de mistura rápida, a qual é influenciada pelos seguintes fatores: tipo de coagulante, pH de coagulação, temperatura da água, concentração e idade da solução de coagulante, tempo e gradiente de velocidade da mistura rápida, tipo e geometria do equipamento de floculação e qualidade da água bruta.

## Floculação na indústria
Considere-se um cristal de caulinita, com suas superfícies maiores carregadas negativamente. Estas cargas negativas são provenientes das ligações quebradas de superfícies, assim, sendo o cristal constituído por ânions oxigênio que possui raio iônico muito maior que os cátions, é natural a predominância de cargas negativas.
Logo, para contrabalancear essas cargas negativas, existe uma região em torno da partícula onde moléculas de água são fortemente atraídas pela superfície. Juntamente com estas moléculas de água estão ligados cátions di ou trivalentes, como o Ca2+, Fe3+ e Mg2+.
Como estas ligações geram forças muito grandes, a água é fixada na superfície das partículas sólidas, comportando-se como água rígida. Este estado é chamado floculado, pois em torno de cada partícula de caulinita existe uma camada de água rígida que neutraliza completamente as cargas residuais da caulinita.